# Mahāvastu
El Mahāvastu (en sánscrito, "gran evento" o "gran historia") es un texto canónico de la escuela de budismo temprano Mahāsāṃghika Lokottaravāda que originalmente formaba parte del Vinaya pitaka de la escuela.El Mahāvastu es una hagiografía compuesta de múltiples vidas del Buda Shakyamuni. Los eruditos sostienen que sus numerosas capas textuales fueron compiladas entre el siglo II a. C. y el siglo IV d. C.
El Mahāvastu se publicó por primera vez en Occidente en una editio princeps de Émile Senart entre 1882 y 1897. Esta edición está en un idioma que se ha denominado sánscrito budista híbrido.

## Descripción general

### Contenido
El texto es una composición que incluye narrativas de vidas pasadas, historias de Budas anteriores, historias de la última vida de Gautama Buda, sutras budistas tempranos incrustados y dos prólogos (nidānas). Más de la mitad del texto está compuesto por cuentos Jataka y Avadāna, relatos de las vidas anteriores del Buda y otros bodhisattvas.
El Mahāvastu comienza con dos prólogos (nidānas), los Nidānanamaskāras (que datan de alrededor del siglo III d. C.) y el Nidānavastu (c. siglo I d. C.).
Cuatro secciones del Mahāvastu contienen textos del género Bahubuddhaka sūtra. Esto incluye un bahubuddhasūtra en el capítulo XXI del Volumen III de la traducción de Jones y el Capítulo V del Volumen I. Los Bahubuddhakasūtras son sutras que contienen narrativas de Budas anteriores y estas narrativas a menudo sirvieron como fuentes para las doctrinas budistas relacionadas con el camino del bodhisattva. Se han encontrado ejemplos paralelos de Bahubuddhakasūtras en colecciones de textos budistas de Gandhāra. Uno de estos manuscritos data del siglo I a. C. Otro sutra del Bahubuddhaka que tiene paralelo es la traducción china Fo benxing ji jing (Taisho 190).
Los cuentos Jātaka del Mahāvastu son similares a los del Canon Pali, aunque existen diferencias significativas en cuanto a los detalles de los relatos. Otras partes del Mahāvastu tienen paralelos más directos en el Canon Pali, incluyendo del Digha Nikaya (DN 19, Mahāgovinda Sutta), el Majjhima Nikaya (MN 26, Ariyapariyesana Sutta; y, MN 36, Mahasaccaka Sutta), el Khuddakapātha, el Dhammapada (cap. 8, Sahassa Vagga; y, cap. 25, Bhikkhu Vagga), el Sutta Nipata (Sn 1.3, Khaggavisā Sutta; Sn 3.1, Pabbajjā Sutta; y, Sn 3.2, Padhāna Sutta), el Vimanavatthu y el Buddhavaṃsa.
La capa más reciente del Mahāvastu es el Daśabhūmika, un texto que contiene enseñanzas sobre un esquema de bhūmis (etapas) del bodhisattva. Según Vincent Tournier, este texto fue insertado en el Mahāvastu (que en sí mismo no contiene ninguna enseñanza sobre las etapas del bodhisattva) durante el último período de formación textual (c. siglos IV-VI d. C.). El Daśabhūmika parece haber sido considerado originalmente un apéndice o suplemento (parivāra, parisara) que luego se incorporó al Mahāvastu propiamente dicho. Un caso similar ocurrió con el segundo Avalokitasūtra que muestra similitudes con las escrituras Mahayana.

### Budología
El Mahāvastu se considera una fuente principal para la noción de un Buda trascendente (lokottara) común a todas las escuelas Mahāsāṃghika. Según el Mahāvastu, a lo largo de muchas vidas, el Buda Gautama, nacido originalmente como humano, desarrolló habilidades supramundanas que incluyen: un nacimiento indoloro concebido sin relaciones sexuales; la no necesidad de dormir, comer, medicarse o bañarse, aunque participando en tales actividades "en conformidad con el mundo"; omnisciencia; y la capacidad de "suprimir el karma."
A pesar de esta afiliación escolar, Bhikkhu Telwatte Rahula concluye en su estudio del texto que su descripción del Buda no es muy diferente a la del Canon Pali, ya que las ideas más docéticas y trascendentes comunes al Lokottaravāda no están ampliamente presentes en el texto.
El prólogo Nidānanamaskāras introdujo la doctrina de las cuatro "fases" del camino del bodhisattva. Según esta doctrina, las cuatro etapas (caryās) del camino del bodhisattva son:
1. Natural (prakṛti-caryā), uno primero siembra las raíces del mérito frente a un Buda para alcanzar la iluminación.
2. Resolución (praṇidhāna-caryā), uno hace su primera resolución de alcanzar la iluminación en presencia de un Buda.
3. Continuación (anuloma-caryā), uno continúa practicando hasta que encuentra a un Buda que confirma su futura iluminación.
4. Irreversible (anivartana-caryā), en esta etapa, uno no puede retroceder.

## Traducciones al inglés
- Jones, J.J. (trad.) (1949–56). The Mahāvastu (3 vols.) en Sacred Books of the Buddhists. Londres: Luzac & Co. vol. 1, vol. 2, vol. 3